# Base de données de séries chronologiques
Une base de données de séries chronologiques (en anglais Time series database) ou TSDB est un type de base de données conçus pour organiser des informations mesurées dans le temps. 

## Présentation
Une série chronologique peut être vue comme un ensemble de données chronologiques, enregistrées chronologiquement. Ce type de série est particulièrement présent dans le monde de la finance, ou encore dans celui de l'ioT. Ce dernier domaine explique l'engouement de cette technologie, en particulier à partir des années 2020. Toutefois, les séries chronologiques sont utilisées depuis bien plus longtemps dans d'autres secteurs, comme celui du forage pétrolier. Dès les années 1990, dans des applications telles que le mud logging, des enregistrements en temps réel étaient déjà stockés simultanément dans deux bases distinctes : une base de données temps (time database) et une base de données profondeur (depth database). 
Une base de données de séries chronologiques est optimisée pour un requêtage performant, justement pour ce type de données temporelles.

## Quelques exemples de TSDB
- InfluxDB
- TimescaleDB
- OpenTSDB
- Warp10